# 諏訪部順一のとびだせ!のみ仲間
『諏訪部順一のとびだせ!のみ仲間』（すわべじゅんいちのとびだせ!のみなかま）は、虎ノ門会議制作の声優バラエティ番組。2014年8月から同年11月まで、日本のアニメ専門チャンネルアニメシアターX（AT-X）で隔週日曜日に放送された。2015年12月からはAT-X制作による2ndシーズン『諏訪部順一のとびだせ!!のみ仲間』が放送されている。略称は「とびのみ」。

## 概要
諏訪部順一がゲスト声優と共に都内の酒場を訪れ、酒を飲みながら様々な話をするトークバラエティ。ゲストへの出演オファーは諏訪部順一が自ら行っている。1stシーズンではゲスト1名につき30分の放送であったが、2ndシーズンではゲスト1名（組）につき放送2回分を使い前編30分・後編30分の構成になっている。また、ST-Xにおいて『諏訪部順一のとびだせ!!のみ仲間』とST-X特別映像『諏訪部順一のとびだせ!!のみ仲間 〆の一杯』がAT-Xでの番組放送と同時に配信されていた（ST-Xは2017年9月30日をもってサービス終了）。
2017年12月#52放送後、2018年5月の放送まで新規放送が無く#9以降を再放送していた。

### 特番
- 2016年12月31日23:30～2017年1月1日0:30にかけて60分特番『ゆくのみ くるのみ 大みそかだよ!! のみ仲間1時間スペシャル』が放送された。ゲストは鳥海浩輔・前野智昭・山下大輝。[4]
- 2017年10月29日20:00～21:00に60分特番『諏訪部順一のとびだせ！！のみ仲間 秋の生搾りスペシャル』が放送された。ゲストは鈴村健一[5]。
- 2017年12月29日21：00～22：30には10月の60分特番時に収まらなかったシーン30分を盛り込んだ『1.5倍増量版！』として90分特番が放送された[6]。

### 視聴者プレゼント
AT-X加入者限定
- 非売品オリジナルDVD[7]（内容は約16分。2017年11月に放送された札幌ロケの未放送映像が収録されておりサブタイトルは『ちょい飲みぶらり旅』）
- 諏訪部順一のサイン入り木彫りの熊（札幌ロケ記念）[8]

## 出演者
- 諏訪部順一（酒場案内人[9]）

## 放送時間
いずれも日本標準時（JST）でAT-Xでの放送時間。
諏訪部順一のとびだせ!のみ仲間
- 隔週日曜日 23:00 - 23:30（2014年8月 - 2014年11月）

諏訪部順一のとびだせ!!のみ仲間
- 隔週金曜日 20:30 - 21:00（2015年12月 - 2017年3月）
- 隔週金曜日 23:30 - 24:00（2017年4月 - 2017年12月）
- 隔月隔週金曜 23:30 - 24:00（2018年5月 - 2019年3月）
- 隔月隔週土曜 22:30 - 23:00（2019年5月 - 現在）

## 放送リスト

### とびだせ!のみ仲間
| 回 | 放送日         | ゲスト   | 店舗名                     |
| -- | -------------- | -------- | -------------------------- |
| #1 | 2014年08月31日 | 遊佐浩二 | 捕鯨船（浅草）             |
| #2 | 2014年09月14日 | 鳥海浩輔 | たつみ屋（浅草）           |
| #3 | 2014年09月28日 | 下野紘   | 鳥陣（上野）               |
| #4 | 2014年10月12日 | 木村良平 | CASUAL BAR K GINZA（銀座） |
| #5 | 2014年10月26日 | 野島裕史 | たぬ公（渋谷）             |
| #6 | 2014年11月09日 | 石川界人 | 居酒屋 伊吹（荒木町）      |

### とびだせ!!のみ仲間
| 回・放送日                                               | 回・放送日                                               | 回・放送日                                               | 回・放送日     | ゲスト                       | 店舗名                              |
| 前編                                                     | 前編                                                     | 後編                                                     | 後編           | ゲスト                       | 店舗名                              |
| -------------------------------------------------------- | -------------------------------------------------------- | -------------------------------------------------------- | -------------- | ---------------------------- | ----------------------------------- |
| 0#1                                                      | 2015年12月18日                                           | 0#2                                                      | 2016年01月01日 | 鈴木達央                     | ゆるり屋（円山町）                  |
| 0#3                                                      | 2016年01月15日                                           | 0#4                                                      | 2016年01月29日 | 前野智昭                     | SABAR（代官山町）                   |
| 0#5                                                      | 2016年02月12日                                           | 0#6                                                      | 2016年02月26日 | 小野大輔                     | 爐端本店（有楽町）                  |
| 0#7                                                      | 2016年03月11日                                           | 0#8                                                      | 2016年03月25日 | 吉野裕行                     | 日本酒原価酒蔵（上野）              |
| 0#9                                                      | 2016年04月08日                                           | #10                                                      | 2016年04月22日 | 安元洋貴                     | 博多もつ鍋 鳥小屋（上目黒）         |
| #11                                                      | 2016年05月06日                                           | #12                                                      | 2016年05月20日 | 代永翼                       | とらまる（梅丘）                    |
| #13                                                      | 2016年06月03日                                           | #14                                                      | 2016年06月17日 | 速水奨                       | Vector Beer（新宿）                 |
| #15                                                      | 2016年07月01日                                           | #16                                                      | 2016年07月15日 | 保村真                       | れんこん（上野）                    |
| #17                                                      | 2016年07月29日                                           | #18                                                      | 2016年08月12日 | 山下大輝                     | Musha Tora（赤坂）                  |
| #19                                                      | 2016年08月26日                                           | #20                                                      | 2016年09月09日 | 小野賢章                     | 赤坂ラヴィドアキ（赤坂）            |
| #21                                                      | 2016年09月23日                                           | #22                                                      | 2016年10月07日 | 羽多野渉                     | ebisu 言の葉（恵比寿）              |
| #23                                                      | 2016年10月21日                                           | #24                                                      | 2016年11月04日 | てらそままさき               | 比呂（六本木）                      |
| #25                                                      | 2016年11月18日                                           | #26                                                      | 2016年12月02日 | 井上和彦                     | サッシペレレ（四谷本塩町）          |
| #27                                                      | 2016年12月16日                                           | #28                                                      | 2016年12月30日 | 平川大輔                     | やきもの屋 いーと（新宿）           |
| ゆくのみ くるのみ 大みそかだよ!! のみ仲間1時間スペシャル | ゆくのみ くるのみ 大みそかだよ!! のみ仲間1時間スペシャル | ゆくのみ くるのみ 大みそかだよ!! のみ仲間1時間スペシャル | 2016年12月31日 | 鳥海浩輔、前野智昭、山下大輝 | ワインホールグラマー 赤坂（赤坂）   |
| #29                                                      | 2017年01月13日                                           | #30                                                      | 2017年01月27日 | 森田成一                     | 吉次蟹蔵（上目黒）                  |
| #31                                                      | 2017年02月10日                                           | #32                                                      | 2017年02月24日 | 内匠靖明、西田雅一           | 沖縄倶楽部 源さん（新橋）           |
| #33                                                      | 2017年03月10日                                           | #34                                                      | 2017年03月24日 | 花江夏樹                     | day trip asia（神泉町）             |
| #35                                                      | 2017年04月14日                                           | #36                                                      | 2017年04月28日 | 堀内賢雄                     | りんごの花（荒木町）                |
| #37                                                      | 2017年05月12日                                           | #38                                                      | 2017年05月26日 | 三木眞一郎                   | びんてじ（浅草橋）                  |
| #39                                                      | 2017年06月09日                                           | #40                                                      | 2017年06月23日 | 大川透                       | さつまおごじょ（西原）              |
| #41                                                      | 2017年07月07日                                           | #42                                                      | 2017年07月21日 | KENN                         | アカバル ITALIAN（渋谷）            |
| #43                                                      | 2017年08月04日                                           | #44                                                      | 2017年08月18日 | 逢坂良太                     | アフリカンホームタッチ（六本木）    |
| #45                                                      | 2017年09月01日                                           | #46                                                      | 2017年09月15日 | 岡本信彦                     | DC BBQ（南麻布）                    |
| #47                                                      | 2017年09月29日                                           | #48                                                      | 2017年10月13日 | 森久保祥太郎                 | 花とら（富ヶ谷）                    |
| 秋の生搾りスペシャル                                     | 秋の生搾りスペシャル                                     | 秋の生搾りスペシャル                                     | 2017年10月29日 | 鈴村健一                     | 宮崎地鶏炭火焼 車（東）             |
| #49                                                      | 2017年11月10日                                           | #50                                                      | 2017年11月24日 | 内田雄馬                     | 季節処 川原（札幌市）               |
| #51                                                      | 2017年12月08日                                           | #52                                                      | 2017年12月22日 | 遊佐浩二                     | 鳥楽酔豚（新橋）                    |
| 秋の生搾りスペシャル 1.5倍増量版！                       | 秋の生搾りスペシャル 1.5倍増量版！                       | 秋の生搾りスペシャル 1.5倍増量版！                       | 2017年12月29日 | 鈴村健一                     | 宮崎地鶏炭火焼 車（東）             |
| #53                                                      | 2018年05月04日                                           | #54                                                      | 2018年05月18日 | 島﨑信長                     | 学大酒場エビス参（鷹番）            |
| #55                                                      | 2018年07月06日                                           | #56                                                      | 2018年07月20日 | 細谷佳正                     | 焼貝うぐいす（根岸）                |
| #57                                                      | 2018年09月07日                                           | #58                                                      | 2018年09月21日 | 谷山紀章                     | くいもの屋 北彩亭（梅里）           |
| #59                                                      | 2018年11月02日                                           | #60                                                      | 2018年11月16日 | 梶原岳人                     | Sky Garden & Bar HAWAII（西池袋）   |
| #61                                                      | 2019年01月04日                                           | #62                                                      | 2019年01月18日 | 斉藤壮馬                     | 黒毛和牛 敷島（新橋）               |
| #63                                                      | 2019年03月01日                                           | #64                                                      | 2019年03月16日 | 村瀬歩                       | 和食 猩々-SHOUJYOU-（南青山）       |
| #65                                                      | 2019年05月04日                                           | #66                                                      | 2019年05月18日 | 梅原裕一郎                   | tokyo 和彩 dining 桜撫子（左内町）  |
| #67                                                      | 2019年07月06日                                           | #68                                                      | 2019年07月20日 | 黒田崇矢                     | 戦国やきとり 陣太鼓（下北沢）       |
| #69                                                      | 2019年09月07日                                           | #70                                                      | 2019年09月21日 | 榎木淳弥                     | 酒菜 四万十（代々木）               |
| #71                                                      | 2019年11月02日                                           | #72                                                      | 2019年11月16日 | 立花慎之介                   | すし長嶋（小舟町）                  |
| #73                                                      | 2020年01月04日                                           | #74                                                      | 2020年01月18日 | 新垣樽助                     | 大衆馬肉酒場 うまいの亭（新宿）     |
| #75                                                      | 2020年03月07日                                           | #76                                                      | 2020年03月21日 | 森川智之                     | カルネ リコ カテテ 虎ノ門（虎ノ門） |
| #77                                                      | 2020年07月04日                                           | #78                                                      | 2020年07月18日 | -                            | -                                   |
| #79                                                      | 2020年09月05日                                           | #80                                                      | 2020年09月19日 | -                            | ティーヌン 赤坂店（赤坂）           |
| #81                                                      | 2020年11月07日                                           | #82                                                      | 2020年11月21日 | -                            | てっぱん料理 不愛荘（恵比寿）       |
| #83                                                      | 2021年01月09日                                           | #84                                                      | 2021年01月23日 | -                            | 東京へぎそば 匠（中目黒）           |
| #85                                                      | 2021年03月06日                                           | #86                                                      | 2021年03月20日 | -                            | 飯家 りょう（六本木）               |
| #87                                                      | 2021年05月01日                                           | #88                                                      | 2021年05月15日 | -                            | 會津郷土食 鶴我 東京赤坂店（赤坂）  |
| #89                                                      | 2021年07月03日                                           |                                                          |                | -                            | -                                   |

## スタッフ

### とびだせ!のみ仲間
- ナレーター：増岡弘
- 構成：藤井輝久
- 企画：大村恵一（ムービック）、土橋哲也（AT-X）、佐藤晴美（プロダクションリード）
- ディレクター：高柳実行
- 制作プロデューサー：小板洋司（ドリマックス）
- アソシエイトプロデューサー：磯谷徳知（AT-X）、岩田眞麻子（プロダクションリード）
- プロデューサー：青木寿江（ムービック）、黒田佳奈（ムービック）、山崎明日香（AT-X）
- 制作協力：ドリマックス

### とびだせ!!のみ仲間
- ナレーター：増岡弘⇒バッキー木場
- ディレクター：大郷永雄
- 制作プロデューサー：小板洋司
- チーフプロデューサー：山崎明日香（AT-X）
- 制作協力：TBS SPARKLE

## DVD
『諏訪部順一のとびだせ!のみ仲間』のみ。2ndシーズンのDVD化予定は無い。
| 巻数  | 発売日        | 収録回・ゲスト                           | 規格品番 | 規格品番         |
| 巻数  | 発売日        | 収録回・ゲスト                           | 通常盤   | アニメイト限定版 |
| ----- | ------------- | ---------------------------------------- | -------- | ---------------- |
| Vol.1 | 2015年3月27日 | #1：遊佐浩二、#2：鳥海浩輔、#3：下野紘   | MOVC-44  | MOVC-45          |
| Vol.2 | 2015年4月24日 | #4：木村良平、#5：野島裕史、#6：石川界人 | MOVC-46  | MOVC-47          |